# X/1106 C1
X/1106 C1 (również Wielka Kometa z roku 1106) – kometa, należąca do grupy komet muskających Słońce. Rozpadła się i w wyniku tego prawdopodobnie utworzyła się grupa komet Kreutza.

## Odkrycie
Odkryta 7 lutego 1106 roku na granicy gwiazdozbioru Ryb i Wieloryba 9 lutego. Źródła europejskie podają, że była widoczna przez 15-70 dni, najczęściej jednak było podawane 25 dni. Tekst Historii Hierosolymitana wskazuje, że kometa została odkryta 15 lutego i była widoczna do 17 marca. Koreańczycy i Japończycy odkryli ją 9 lutego i obserwowali ją do mniej więcej 10 marca.

## Charakterystyka
Jej warkocz miał długość około 60°, natomiast koma 3-4°, jednak później jej warkocz miał długość 10°. Miała barwę białą. Warkocz rozciągał się do gwiazdozbioru Bliźniąt. Spekuluje się, że stworzyła grupę komet z grupy Kreutza, a niektóre inne obserwowane komety jak np. C/1680 V1, SOHO-620, C/1843 D1 (prawdopodobnie najmasywniejsza ze wszystkich), kometa Ikeya-Seki, Wielka Wrześniowa Kometa z 1882 roku pochodzą od niej. Uważa się, że dwie ostatnie komety oddzieliły się od siebie podczas wcześniejszego peryhelium.